# Girolamo Magnani
Girolamo Magnani, född den 23 maj 1815 i Borgo San Donnino, död den 24 september 1889 i Parma, var en italiensk dekorationsmålare. 
Medan han i sin barndom sysselsatte sig med att blanda färg åt en målare, begagnade han sig av tillfället och drog så stor fördel av denna sysselsättning, att han på egen hand lärde sig måla, så att han redan vid 23 års ålder erhöll i uppdrag att utföra en klärobskyrmålning. Tio år senare var han professor vid konstakademien i Parma, i vilken stad han sedan utförde ett stort antal freskomålningar, liksom även i Reggio nell'Emilia , Brescia, Florens och Rom (festsalen i Kvirinalen). Senare slog han sig på dekorationsmålning och utförde talrika beställningar i dekorationsväg för italienska, spanska, engelska och amerikanska teatrar.